# Hoz y Costean
Hoz y Costean (en aragonès: Oz y Costeán) és un municipi aragonès situat a la província d'Osca i enquadrat a la comarca del Somontano de Barbastre. Es va crear amb la fusió dels antics termes d'Hoz i de Costean, deixant com a cap del municipi Hoz de Barbastre.

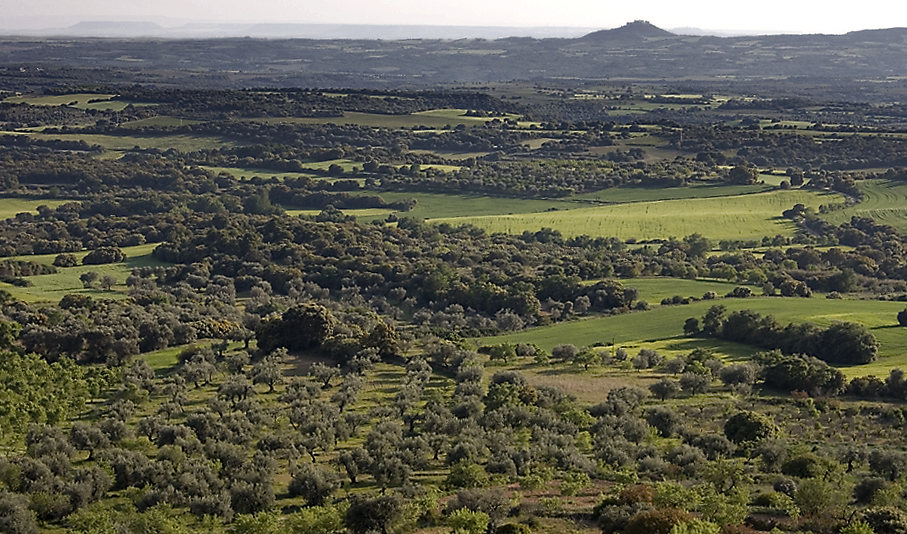
Vistes del Somontano des del Tossal d'Hoz de Barbastre.

## Entitats de població
Situades a les proximitats de la Serra de Salines les entitats de població del terme són:
- Hoz de Barbastre[2]
- Salines d'Hoz[3]
- Costean[4]
- Montesa[5]
- Guàrdia, avui deshabitat.[6]